# 477
477 је била проста година.

## Догађаји
- Википедија:Непознат датум — Оснивање Краљевине Сасекс

- 25. јануар – Генсерих, владар Вандалског краљевства, умире природном смрћу у Картагини, а наследио га је најстарији син Хунерих. Својом вандалском флотом одржава контролу над острвима у западном Средоземном мору и укида очеву политику прогона хришћана у Африци.
- Независно Мавро-римско краљевство (Краљевство Мавра и Римљана) формирају хришћански Бербери у римској провинцији Мавретанија Цаесариенсис (данашњи северни Алжир), која се на истоку граничи са Вандалским краљевством.
- Аеле, први краљ јужних Саса, искрцава се на обалу Сасекса у Енглеској са своја три сина близу Сајменшора, према англосаксонској хроници. Британци га сукобљавају по искрцавању, али његове супериорне снаге их опседају код Певенсија и терају их у Велд. Током наредних девет година, саксонска обална имања се постепено проширују.
- Армат, византијски војни заповедник (магистер милитум), убијен је по наређењу цара Зенона, а убио га је сопствени пријатељ Оноулф након што је подржао побуну свог стрица Василиска 475. године.
- Лиу Зхун, 10 година, постаје цар Шун из династије Лиу Сонг након што је његовог брата Хоуфеија убио генерал Сјао Даоченг. Он поставља Шуна за владара марионета и поставља се за регента. Сјао добија скоро империјална овлашћења, успоставља будизам као државну религију и успоставља систем „Три вође“.
- Манастир Шаолин је основан.
- Самгеун постаје краљ корејског краљевства Баекје.